# Nedzsef kormányzóság

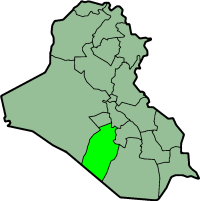
Nedzsef kormányzóság elhelyezkedése Irakban

En-Nedzsef kormányzóság (arab betűkkel محافظة النجف [Muḥāfaẓat an-Naǧaf]) Irak 18 kormányzóságának egyike az ország déli részén. Északon Kerbela és Bábil, északkeleten Kádiszijja, délkeleten Muszanna, délen Szaúd-Arábia, nyugaton pedig Anbár kormányzóság határolja. Székhelye esz-Nedzsef városa.

## Fordítás
Ez a szócikk részben vagy egészben  a(z)   النجف (محافظة) című arab Wikipédia-szócikk fordításán alapul.  Az eredeti cikk szerkesztőit annak laptörténete sorolja fel. Ez a jelzés csupán a megfogalmazás eredetét és a szerzői jogokat jelzi, nem szolgál a cikkben szereplő információk forrásmegjelöléseként.